# Carlos Johnson (piłkarz)
Carlos Johnson Carpio (ur. 10 lipca 1984 w Cartago) – piłkarz kostarykański grający na pozycji obrońcy.

## Kariera klubowa
Swoją karierę piłkarską Johnson rozpoczął w klubie CS Cartaginés. W 2001 roku awansował do kadry pierwszej drużyny i w sezonie 2001/2002 zadebiutował w nim w kostarykańskiej Primera División. W 2004 roku odszedł do CS Herediano. Występował w nim do 2008 roku.
W 2008 roku Johnson przeszedł do norweskiego Bryne FK. Grał w nim w 1. divisjon. W 2009 roku przeszedł do New York Red Bulls. Swój debiut w Major League Soccer zaliczył 5 kwietnia 2009 w przegranym 0:1 wyjazdowym meczu z Chicago Fire. W zespole z Nowego Jorku spędził sezon.
W 2010 roku Johnson został zawodnikiem kolumbijskiego Once Caldas. Zadebiutował w nim 3 marca 2010 w wygranym 2:1 wyjazdowym meczu z Atlético Nacional. Wraz z Once Caldas wywalczył mistrzostwo fazy Clausura.
W 2011 roku Johnson wrócił do ojczyzny i ponownie został piłkarzem CS Cartaginés. W 2017 roku zakończył tam karierę.
| Sezon   | Klub               | Kraj              | Rozgrywki           | Mecze | Bramki |
| ------- | ------------------ | ----------------- | ------------------- | ----- | ------ |
| 2001/02 | CS Cartaginés      | Kostaryka         | Primera División    | ?     | ?      |
| 2002/03 | CS Cartaginés      | Kostaryka         | Primera División    | ?     | ?      |
| 2003/04 | CS Cartaginés      | Kostaryka         | Primera División    | ?     | ?      |
| 2004/05 | CS Herediano       | Kostaryka         | Primera División    | 20    | 1      |
| 2005/06 | CS Herediano       | Kostaryka         | Primera División    | 27    | 0      |
| 2006/07 | CS Herediano       | Kostaryka         | Primera División    | 21    | 0      |
| 2007/08 | CS Herediano       | Kostaryka         | Primera División    | 23    | 3      |
| 2008    | Bryne FK           | Norwegia          | Adeccoligaen        | 17    | 1      |
| 2009    | New York Red Bulls | Stany Zjednoczone | MLS                 | 13    | 0      |
| 2010    | Once Caldas        | Kolumbia          | Categoría Primera A | 6     | 0      |
| 2010/11 | CS Cartaginés      | Kostaryka         | Primera División    | 10    | 1      |
| 2011/12 | CS Cartaginés      | Kostaryka         | Primera División    | 26    | 4      |
| 2012/13 | CS Cartaginés      | Kostaryka         | Primera División    | 17    | 4      |
| 2013/14 | CS Cartaginés      | Kostaryka         | Primera División    | 19    | 1      |
| 2014/15 | CS Cartaginés      | Kostaryka         | Primera División    | 30    | 1      |
| 2015/16 | CS Cartaginés      | Kostaryka         | Primera División    | 29    | 2      |
| 2016/17 | CS Cartaginés      | Kostaryka         | Primera División    | 18    | 1      |

## Kariera reprezentacyjna
W 2001 roku Johnson wystąpił z kadrą U-17 na Mistrzostwach Świata U-17. W dorosłej reprezentacji Kostaryki zadebiutował w 2006 roku. W 2013 roku dostał powołanie do kadry na Złoty Puchar CONCACAF 2013.